# 九渡乡
九渡乡，是中华人民共和国广西壮族自治区河池市都安瑶族自治县下辖的一个乡镇级行政单位。

## 行政区划
九渡乡下辖以下地区：
九思村、九渡村、九天村、九全村、九光村、九经村、九福村、九如村和九伶村。